# Ludwig August Seeber
Ludwig August Seeber (* 14. November 1793 in Karlsruhe; † 9. Dezember 1855 ebenda) war ein deutscher Mathematiker und Physiker.

## Leben
Ludwig August Seeber wurde 1793 in Karlsruhe geboren. Zwischen 1819 und 1822 war er Lehrer an der Militärschule in Karlsruhe. Danach wurde er Professor für Physik an der Universität Freiburg im Breisgau. Ab 1834 war er Professor am Polytechnikum Karlsruhe. Er war nicht besonders erfolgreich und wurde wegen disziplinarischer Probleme im Jahr 1840 vorzeitig pensioniert. Er starb 1855.

## Wissenschaftliche Ergebnisse
Die Reduktion von Kristallgittern ist ein aktives Forschungsgebiet in der Kristallographie bis in die neueste Zeit. Seeber führte hierzu 1831 das erste Verfahren ein, die sogenannte {\displaystyle {\mathbb {Z} }}-reduzierte Form. Diese Arbeit wurde großteils übersehen und 1928 durch Paul Niggli neu abgeleitet. Er fand 44 reduzierte Formen. Auch Nigglis Arbeit wurde zuerst übersehen. 1933 führte Boris Nikolajewitsch Delone die Gitterreduktion in die Kristallographie ein.

## Rezeption
George Szpiro beschreibt Seeber als unbekannten Professor der Physik und Mathematik. Sein Buch Untersuchungen über die Eigenschaften der positiven ternären quadratischen Formen sei weitschweifig und äußerst ermüdend. Allerdings wurde das Buch durch
Carl Friedrich Gauß rezensiert. Seeber hatte auf 248 Seiten über 600 Berechnungen nötig, um zu seiner Vermutung zu kommen. In seiner Rezension benötigte Gauß nur vierzig Zeilen, um den mathematischen Beweis zu liefern. Laut Szpiro hatte die Rezension einen größeren Einfluss auf die Mathematik als das Originalwerk Seebers.

## Werke
- L.A. Seeber: Versuch einer Erklärung des inneren Baues der festen Körper. In: Gilbert’s Ann. der Physik, 76, 1824, S. 229–248.
- L.A. Seeber: Untersuchungen über die Eigenschaften der positiven ternären quadratischen Formen. Freiburg (1831). books.google.nl
- L.A. Seeber: Ergänzung des Euklidischen Systems der Geometrie: in Rücksicht seiner ungenügenden Beweise der die Parallellinien und ihre Eigenschaften betreffenden Lehrsätze. Karlsruhe (1840). books.google.nl